# Jeri-Show
Gli Jeri-Show sono stati un tag team di wrestling formato da Chris Jericho e Big Show. Il duo ha debuttato il 26 luglio 2009 a Night of Champions. Insieme hanno vinto una volta lo Unified WWE Tag Team Championship (formato dall'unificazione del World Tag Team Championship e del WWE Tag Team Championship).

## Unified WWE Tag Team Championship (2009–2010)
A The Bash Chris Jericho e Edge sconfiggono i Colóns e la Legacy in un Triple Threat Tag Team Match per gli Unified Tag Team Championship. Dopo due settimane Edge s'infortuna al tendine di Achille e Jericho rimasto da solo, va alla ricerca di qualcuno che possa sostituire il compagno. A Night of Champions 2009 il partner di Jericho si rivela essere Big Show e i due sconfiggono la Legacy mantenendo il titolo. Il duo poi ha una faida (vinta) con i Cryme Time che culmina a SummerSlam. A Breaking Point gli Jeri Show sconfiggono Mark Henry e MVP mantenendo ancora una volta i titoli.
Nell'ottobre 2009 a Hell in a Cell, sconfiggono Batista e Rey Mysterio in un match titolato e nel novembre 2009 partecipano al Triple Threat Match valevole per il World Heavyweight Championship detenuto da The Undertaker, che si è svolto alle Survivor Series, match vinto dal campione. A dicembre del 2009 in una puntata di Raw dedicata agli Slammy Awards i due vincono il premio come Tag Team of the Year e al PPV TLC perdono i titoli contro la D-Generation X in un TLC Match. Nel gennaio 2010 tentano di riconquistare i titoli, ma non riescono a vincerli e dopo il match Big Show lascia il ring lasciando Jericho da solo e questo gesto decreta la fine del team. Il team si è riunito per una sola notte nella puntata di Raw del 9 luglio 2012 il quale Big Show e Jericho perdono per squalifica contro Kane e John Cena.

## Nel wrestling

### Mosse finali di Chris Jericho
- Codebreaker (Double knee facebuster)
- Walls of Jericho (Elevated Boston crab)

### Mosse finali di Big Show
- Showstopper (Chokeslam)
- Knockout Punch / Weapon of Mass Destruction / Big Finisher (Right Handed Knockout Hook)

### Musiche d'ingresso
- Crank the Walls Down dei Maylene and the Sons of Disaster (31 luglio 2009–4 gennaio 2010)

## Titoli e riconoscimenti
- - World Tag Team Championship (1)
  - WWE Tag Team Championship (1)
  - Slammy Award (1)[1]
    - Tag Team of the Year (2009)